# Bayfield, Wisconsin
Bayfield là một thành phố thuộc quận Bayfield, tiểu bang Wisconsin, Hoa Kỳ. Năm 2000, dân số của thành phố này là 611 người.